# Киликийский крест
Киликийский крест — чудотворный крест, один из самых знаменитых крестов XVI века. Происходит из Спасо-Прилуцкого монастыря. Украшен золоченой басмой и костяными иконами.

## История
Киликийский Крест был создан в I трети или в I половине XVI века. Это запрестольный выносной восьмиконечный Крест, выполненный из дерева и покрытый позолоченной басмой. По свидетельству летописи в 1552 г. этот крест игумен Арсений носил в Москву для моления перед Казанским походом Иоанна IV Васильевича. По преданию он был принесен в XIV веке преподобным Димитрием Прилуцким из Переславля, крест был воздвигнут на месте будущего Спасо-Прилуцкого монастыря.

### Предания
Монастырское предание название и происхождение Креста связывало с Киликией (Греция), откуда, он был вывезен на Русь. То же предание утверждало, что в монастырь этот Крест был принесен самим преподобным Димитрием Прилуцким. Очевидно, предание говорит о том древнем Кресте, который был установлен преподобным Димитрием на месте будущего монастыря и впоследствии утрачен.

## Местонахождение
Сейчас крест находится в Вологодском музее-заповеднике.
В XVII веке в Муроме были явлены два чудотворных креста — Виленский и Сретенский. Оба они сохранились до наших дней. Эти и другие чудотворные кресты почитаются верующими с древних времен.
 Архивная копия от 13 ноября 2012 на Wayback Machine

## Внешний вид
На обеих сторонах Киликийского креста размещаются 84 изображения святых и двунадесятых праздников, вырезанные на белой кости. Считается, что некоторые изображения — «Предста Царица», «Святые мученики Борис и Глеб», «Святые Константин и Елена» созданы под воздействием искусства Дионисия Московского. Ныне Киликийский крест находится в экспозиции Вологодского государственного музея-заповедника.